# Боровцы (Минская область)
Боровцы (бел. Бараўцы́) — деревня в Минском районе Минской области Беларуси. В составе Папернянского сельсовета.

## География
Боровцы находятся в 8 километрах от МКАД в мядельском направлении. В деревне 3 улицы и 31 домов. В 2010 году в деревне проживало 44 человека.

## История
С 1908 года в Минском уезде Минской губернии.

### Деревня в жизни Янки Купалы
Семья Луцевичей (писателя Янки Купалы) переехала в Боровцы в 1904 году из Селищей. В 1904—1909 гг. мать Янки Купалы Бенигна Луцевич арендовала здесь у пани Стрелковской фольварк, который находился в конце деревни.
Именно отсюда осенью 1905 года Янка Луцевич пошел работать на пивоварню в Семково. Купала приезжал в Боровцы в 1906 году, когда работал на пивоварне в Яхимовщине, и в 1907 году, когда был помощником винокура в Дольном Снове. В это время Купала возобновил свои связи с Владимиром Самойло, которому показывал свои стихи. Здесь Купала написал драматическую поэму «Адвечная песня» (1908) и стихотворение «Явар» (1909). Осенью 1908 г. Купала выехал в Вильнюс, откуда наведывался в Боровцы. На месте бывшего фольварка сегодня остались озерцо и колодец.

## Население

### Численность
- 2009 год — 49 жителей

### Динамика
- 1999 год — 42 жителей
- 2009 год — 49 жителей[3]

## Достопримечательности
В Боровцах рос 300-летний дуб толщиной больше чем в два обхвата. Местные жители считают, что этому дубу посвящены некоторые стихотворения народного поэта Якуба Коласа.

## Транспорт

### Автобусы
- 848с ДС Карастояновой — Боровцы[6]

### Маршрутки
- 1548Б Комаровский рынок — Боровцы